# Minczér Albert
Minczér Albert (1986. október 1. –) magyar középtávfutó, a VEDAC (Veszprémi Egyetemi Atlétikai Club) versenyzője, többszörös magyar bajnok és válogatott, a londoni olimpia résztvevője.

## Pályafutása

### Korai évek
2001-ben a serdülő mezeifutó ob-n szerezte első hazai bajnoki érmét. A serdülők csapatversenyében lett aranyérmes. Ugyanebben az évben 3000 méteres síkfutásban második, 10 kilométeren csapatban első volt korosztályában. A következő évben ifi 3000 méteren lett bronzérmes. 2003-ban ifjúsági bajnok volt 2000 méter akadályfutásban, a 3000 méteres síkfutásban harmadik volt. 15 kilométeren második helyezett volt. 2004-ben a felnőtt fedett pályás ob-n volt 4. 3000 méteren. Ugyanezen a távon a junioroknál második volt. A junior ob-n 2000 méter akadályfutásban első, 3000 és 10 000 méteren második volt. A junior mezeifutó Eb-n 85. volt.
2005-ben a fedett pályás ob-n 3000 méteren szerzett ezüstérmet a felnőttek és a juniorok között. A felnőtt ob-n 3000 akadályfutásban nyert bajnokságot. A junior Eb-n 3000 méteres akadályfutásban második lett. A junior mezeifutó Eb-n 79. lett. A következő évben 3000 méteren 4. volt fedettpályán a magyar bajnokságon. A mezeifutó ob-n hat kilométeren harmadik, csapatban első helyezést ért el. A szabadtéri ob-n ezúttal bronzérmes volt 3000 m akadályon valamint 10 000 méteren is.

### Utánpótlás korosztály
Az utánpótláskorúaknál ugyanezeken a távokon második és harmadik volt. A mezeifutó Eb-n 8 km-en indult, de feladta a versenyt. 2007-ben ismét negyedik volt fedett pályás 3000 méteren. A mezeifutók hazai bajnokságában 6 kilométeren harmadik, csapatban második volt. Az utánpótlás ob-n 1500 méteren lett bajnok. A felnőtteknél 5000 méteren negyedik volt. 10 000 méteren felnőtt és utánpótlás bajnok lett. A debreceni U23-as Eb-n 3000 méter akadályon indult, de az előfutamában kizárták. Az utánpótlás mezeifutó Eb-n 8 kilométeren 56. volt. 2008-ban a fedett pályás-szezonban 3000 méteren arany-, 1500 méteren ezüstérmes volt az ob-n. A mezeifutó ob-n megismételte előző évi teljesítményét. Szabadtéren 10 000 méteren első, 5000 méteren és 3000 méter akadályfutásban második lett a magyar bajnokságon. Az utánpótlás bajnokságon ugyanezekben a számokban ugyanezeket a helyezéseket érte el. Az utánpótlás mezeifutó Eb-n nem ért célba.

### Út a Londoni Olimpiáig
2009-ben fedettpályán 3000 méteren második, 1500 méteren negyedik volt. A fedett Európa-bajnokságon 12. volt 3000 méteren. Mezeifutásban egyéni és csapatbajnok lett. A szabadtéri ob-n 3000 méter akadályfutásban és 10 000 méteren első volt. Félmaratonon ezüstérmet szerzett. A világbajnokságon sérülése miatt nem vett részt. A 2010-es fedett pályás ob-n 3000 méteren első, 1500 méteren második lett. A félmaratoni ob-n egyéniben és csapatban is győzött. 10 000 méteren megvédte bajnoki címét, mezeifutásban második volt. A következő évben ismét fedett pályás bajnok lett 3000 méteren. 2011 júniusában olimpiai kvalifikációs B-szintet futott 3000 m akadályfutásban. Az universiadén akadályfutásban nem jutott a döntőbe. A 2011-es világbajnokságon Achilles-sérülése miatt nem indult. A 2012-es Európa-bajnokságon betegség miatt nem vett részt. Az olimpián a selejtezőfutamában 11. lett, ami nem volt elég a továbbjutáshoz.

### London után
A 2013-as fedett pályás Európa-bajnokságon 3000 méteren a 19. lett a selejtezőben és kiesett.
A 2014-es atlétikai Európa-bajnokságon kiesett a selejtezőben.